# Ataúd de fantasía
Los ataúdes de fantasía o figurativos de Ghana, también llamados en Europa ataúdes personalizados, fantásticos o proverbiales, abebuuu adekai, son ataúdes funcionales hechos por carpinteros especializados en la Región Gran Acra en Ghana. Estos coloridos objetos que se han desarrollado a partir de los  palanquines figurativos no solo son ataúdes, sino que se consideran verdaderas obras de arte, y fueron expuestos por primera vez a un público occidental más amplio en la exposición Les Magiciens de la terre del  Musée National d'Art Moderne de París en 1989. Los siete ataúdes expuestos en París fueron realizados por Kane Kwei (1922-1992) y por su antiguo ayudante Paa Joe (nacido en 1947). Desde entonces, estos ataúdes de arte de Kane Kwei, su nieto Eric Adjetey Anang, Paa Joe, Daniel Mensah (Hello), Kudjoe Affutu y otros artistas se han expuesto en muchos museos y galerías de arte internacionales de todo el mundo.

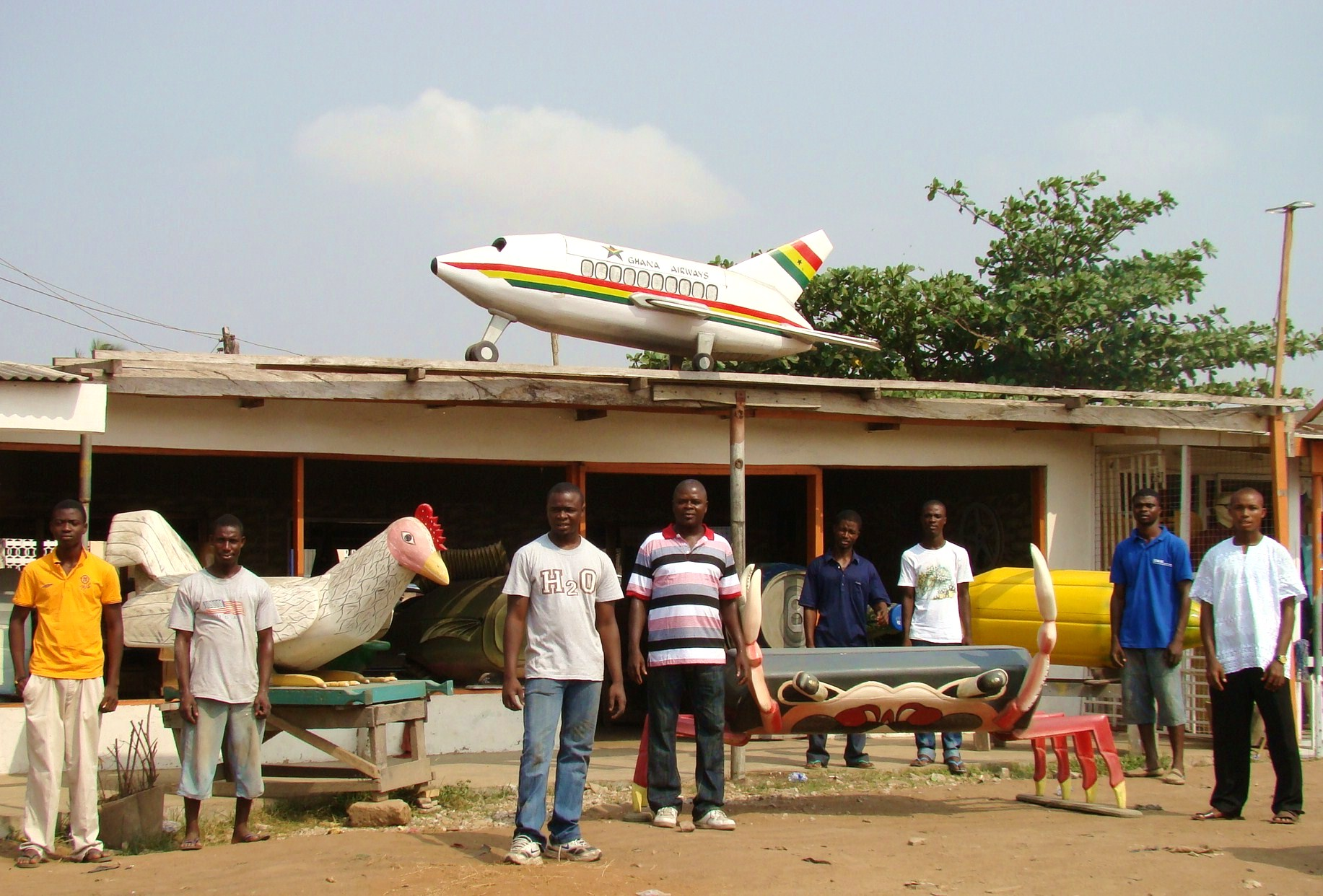
Eric Adjetey Anang y el taller de carpintería Kane Kwei con diferentes ataúdes de diseño

## Origen y significado
La razón por la que principalmente las personas del sur de Ghana los ga utilicen ataúdes tan elaborados para sus funerales se explica por sus creencias religiosas con respecto a la vida después de la muerte. Creen que la muerte no es el fin y que la vida continúa en el otro mundo de la misma manera que lo hizo en la tierra. También se cree que los antepasados son mucho más poderosos que los vivos y que pueden influir en sus parientes que aún están vivos. Por eso las familias hacen todo lo que pueden para asegurar que una persona muerta simpatice con ellos tan pronto como sea posible. El estatus social del difunto depende principalmente de la importancia, el éxito y el uso de un ataúd exclusivo durante el entierro.
Los ataúdes de fantasía solo se ven el día del entierro cuando se entierran con el difunto. A menudo simbolizan las profesiones de los muertos. Ciertas formas, como una espada o un ataúd de taburete, representan insignias reales o sacerdotales con una función mágica y religiosa. Solo se permite enterrar en este tipo de ataúdes a las personas con el estatus apropiado. Varios animales, como leones, gallos y cangrejos pueden representar las figuras totémicas de los clanes. Del mismo modo, solo se permite enterrar en ataúdes como estos a los jefes de las familias afectadas. Muchas formas de ataúdes también evocan proverbios, que son interpretados de diferentes maneras por el Ga. Por eso estos ataúdes también son llamados ataúdes proverbiales (abebuu adekai) o en lengua ga okadi adekai.

## Historia

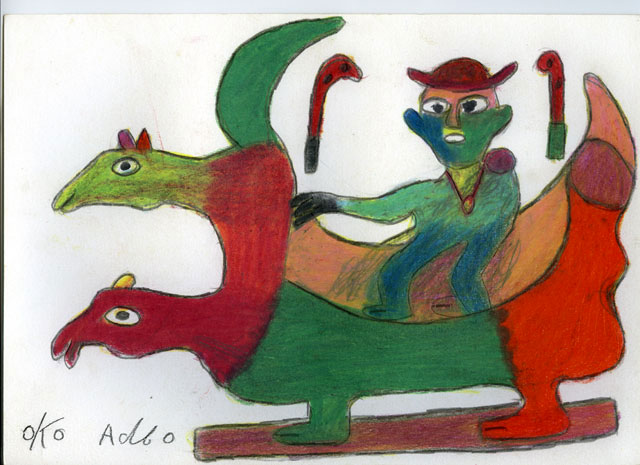
Palanquín figurativo; dibijo de Ataa Oko de Ghana

Entre los cristianos, el uso de ataúdes personalizados es relativamente nuevo y comenzó en la Región Gran Acra alrededor de 1950. Estos ataúdes fueron utilizados anteriormente solo por los jefes y sacerdotes de la Ga, pero desde alrededor de 1960 los ataúdes figurativos se han convertido en una parte integral de la cultura funeraria local. Los cristianos habían adoptado los ataúdes figurativos de la Ga tradicional, que ya utilizaban palanquines y ataúdes figurativos desde principios del siglo XX.
La invención de estos ataúdes figurativos se suele atribuir a Seth Kane Kwei, aunque la antropóloga Roberta Bonetti y sobre todo Regula Tschumi cuestionan este origen. La idea de hacer y utilizar ataúdes personalizados se inspiró en los palanquines figurativos en los que se transportaba a los jefes de los Ga, y en los que a veces eran enterrados. Ataa Oko (1919), de La, según algunas fuentes, podría haber comenzado a fabricar ataúdes y palanquines figurativos alrededor de 1945. Junto con Kane Kwei de Teshie y Ataa Oko de La, otros carpinteros pueden haber comenzado este arte innovador a principios de la década de 1950.

## Fabricación de ataúdes
Los ataúdes figurativos se fabrican bajo pedido. Cada maestro artesano emplea a uno o más aprendices, que realizan gran parte del trabajo. Esto permite al artista hacer varios ataúdes simultáneamente. Los ataúdes están hechos generalmente de la madera del árbol wawa local. En aras de la durabilidad, los objetos producidos para los museos se construyen con caoba o con otras maderas duras de alta calidad para evitar el agrietamiento y los ataques de los insectos cuando se transfieren de un clima a otro. 
La producción de un ataúd toma de dos a seis semanas, dependiendo de la complejidad de la construcción y del nivel de experiencia de los carpinteros. En casos urgentes, varios carpinteros trabajarán en una sola pieza. Todo el trabajo de la madera se realiza con las herramientas más sencillas, sin la ayuda de electrodomésticos. 
Algunos modelos son pintados por el jefe del taller, otros por escritores locales de carteles, algunos de los cuales son muy conocidos en el mercado de arte occidental por sus carteles pintados a mano. Los fabricantes de ataúdes y los pintores de carteles suelen decidir juntos qué motivos y colores utilizar para un ataúd.

## Cortas biografías de los artistas

### Kudjoe Affutu

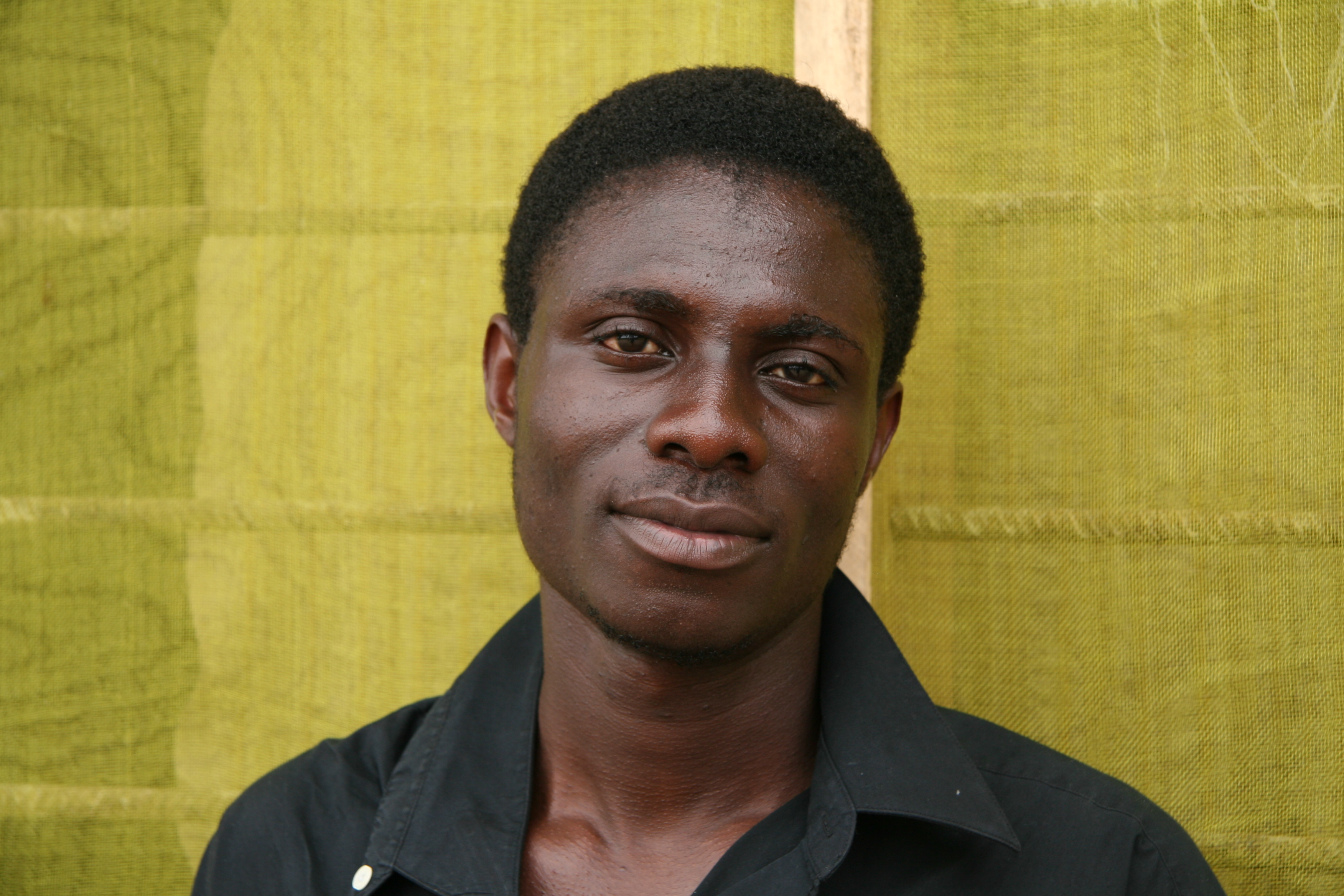
Kudjoe Affutu (2007)

nació en 1985 en Awutu Bawyiase, Región Central, Ghana. Kudjoe Affutu fue entrenado desde el 2002 hasta el 2006 por Paa Joe en Nungua, en la Región Gran Acra. Desde 2007 dirige su propio taller en Awutu Bawyiase, Región Central. 
Kudjoe Affutu ya ha colaborado con diferentes artistas europeos, entre ellos con Thomas Demand, Sâadane Afif y el dúo de artistas M.S. Bastian e Isabelle L. Las obras de Kudjoe Affutus fueron expuestas en el Centre Pompidou París, en el Museo Tinguely de Basilea, en el Nuevo Museo Nacional de Mónaco y en el Musée d'ethnographie  de Neuchâtel.

### Eric Adjetey Anang
Nacido en 1985, Eric Adjetey Anang es nieto de Seth Kane Kwei. Dirige el taller de carpintería Kane Kwei con su padre Cedi desde 2005, después de graduarse en la Academia de Acra. Desde 2009, Eric Adjetey Anang ha sido objeto de varios documentales producidos en el Reino Unido, Francia, Brasil, Japón, Noruega y los Estados Unidos. Ha sido invitado como artista residente en Rusia, Estados Unidos, Bélgica, Dinamarca y organiza residencias para artistas extranjeros en Ghana. Entre otros eventos internacionales, Eric Adjetey Anang fue invitado en Italia para la Semana del Diseño de Milán en 2013 y en Corea del Sur para la Bienal de Diseño de Gwangju en 2011.

### Paa Joe

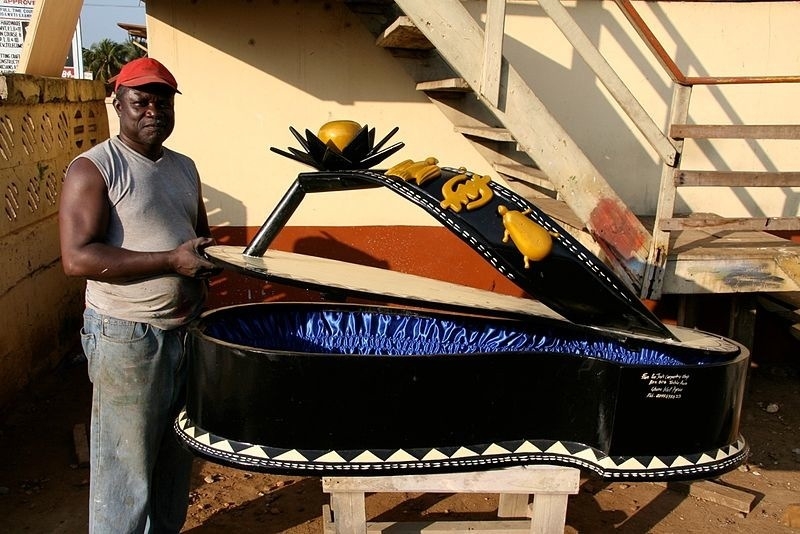
Paa Joe 2006

Paa Joe nació en 1947 en la región de Akwapim, Ghana. Hizo su aprendizaje con Kane Kwei en Teshie, pero dejó a su maestro en 1974. En 1976 abrió su propio taller en Nungua. En 1989 fue invitado a la exposición Les Magiciens de la terre en París. Desde entonces, sus ataúdes se han mostrado por todo el mundo. En 2005 fueron expuestos en la Jack Shainman Gallery de Nueva York y en la Jack Bell Gallery de Londres. En 2006 participó en la exposición "Seis pies bajo tierra" en el Kunstmuseum de Berna. En 2007, abrió un nuevo taller en Pobiman cerca de Acra[9], en mayo de 2013 estuvo en una residencia de artistas en el Reino Unido con su hijo Jacob haciendo un ataúd de león, y en 2016 salió la película de Artdocs Paa Joe and the Lion de Benjamin Wigley y Anna Griffin (productora).

### Eric Kpakpo
Eric Kpakpo nació en 1979 en Nungua, Ghana. Aprendió carpintería desde 1994 hasta 2000 en el taller de Paa Joe en Nungua. Allí permaneció como maestro carpintero hasta que en 2006 abrió su propio estudio de ataúdes en La.

### Daniel Mensah

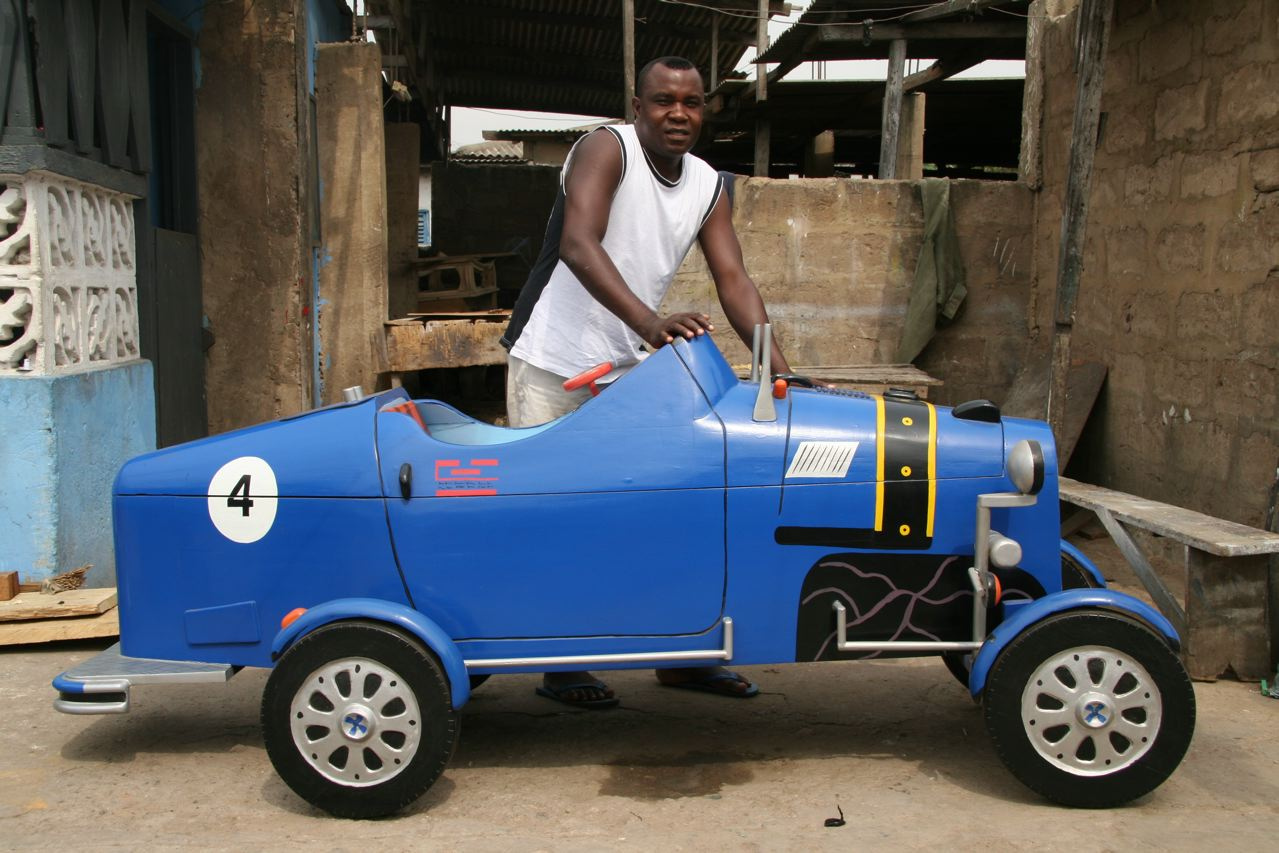
Daniel Mensah (Hello), 2006

Daniel Mensah, también llamado Hello, nació en 1968 en Teshie, Ghana. Hizo su aprendizaje de seis años con Paa Joe en Nungua. Luego pasó ocho años más con Paa Joe. Hasta 1998 no abrió su propio taller, Hello Design Coffin Works, en Teshie. Participó en varias exposiciones de arte y en algunos proyectos cinematográficos europeos. En 2011, realizó una exposición en el Sainsbury Centre for Visual Arts.

### Ataa Oko

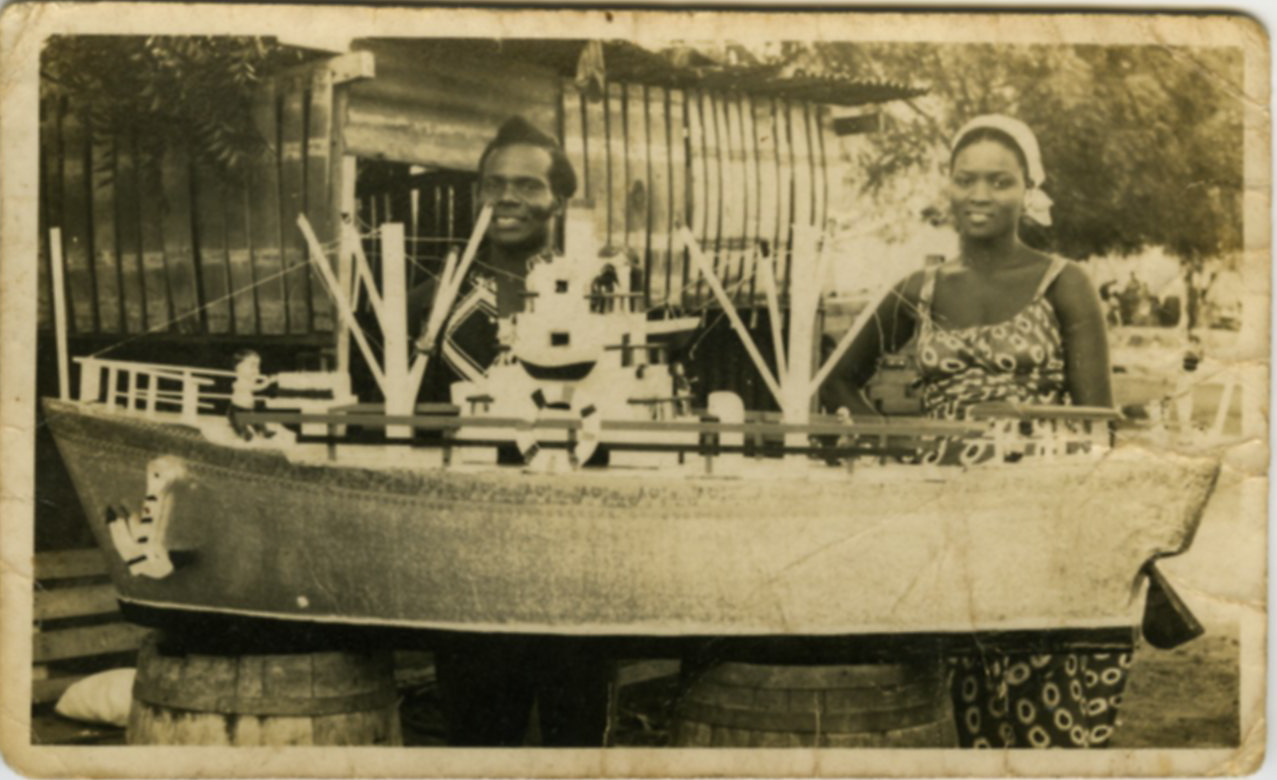
Ataa Oko y su tercera esposa con un ataúd en forma de acorazado, c.1960

Ataa Oko (1919-2012) nació en la ciudad costera de La, Ghana. De 1936 a 1939 se formó como carpintero en Acra. Ataa Oko no estuvo, hasta 2002, en contacto con extranjeros, solo fabricaba ataúdes para clientes ghaneses y, por lo tanto, seguía siendo desconocido en los círculos artísticos occidentales. En 2006, su obra se expuso por primera vez en el Museo de arte de Berna, [10], sin la influencia de los clientes occidentales, Ataa Oko había desarrollado su propio lenguaje artístico. Su trabajo es por lo tanto diferente de aquellos artistas que provienen de la tradición de Kane Kwei. De 2005 a su muerte en 2012, se convirtió en pintor bajo la supervisión de la antropóloga Regula Tschumi. En 2010/11 tuvo su primera exposición individual en un museo de arte occidental, en la Collection de l'Art Brut de Lausana.

## Galería

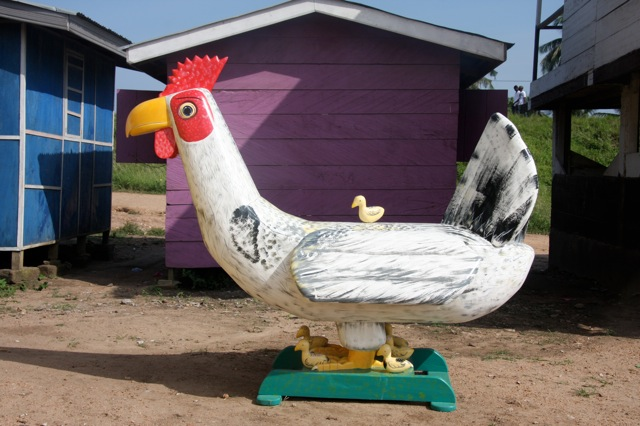
Ataúd de gallina por Kudjoe Affutu , 2008.
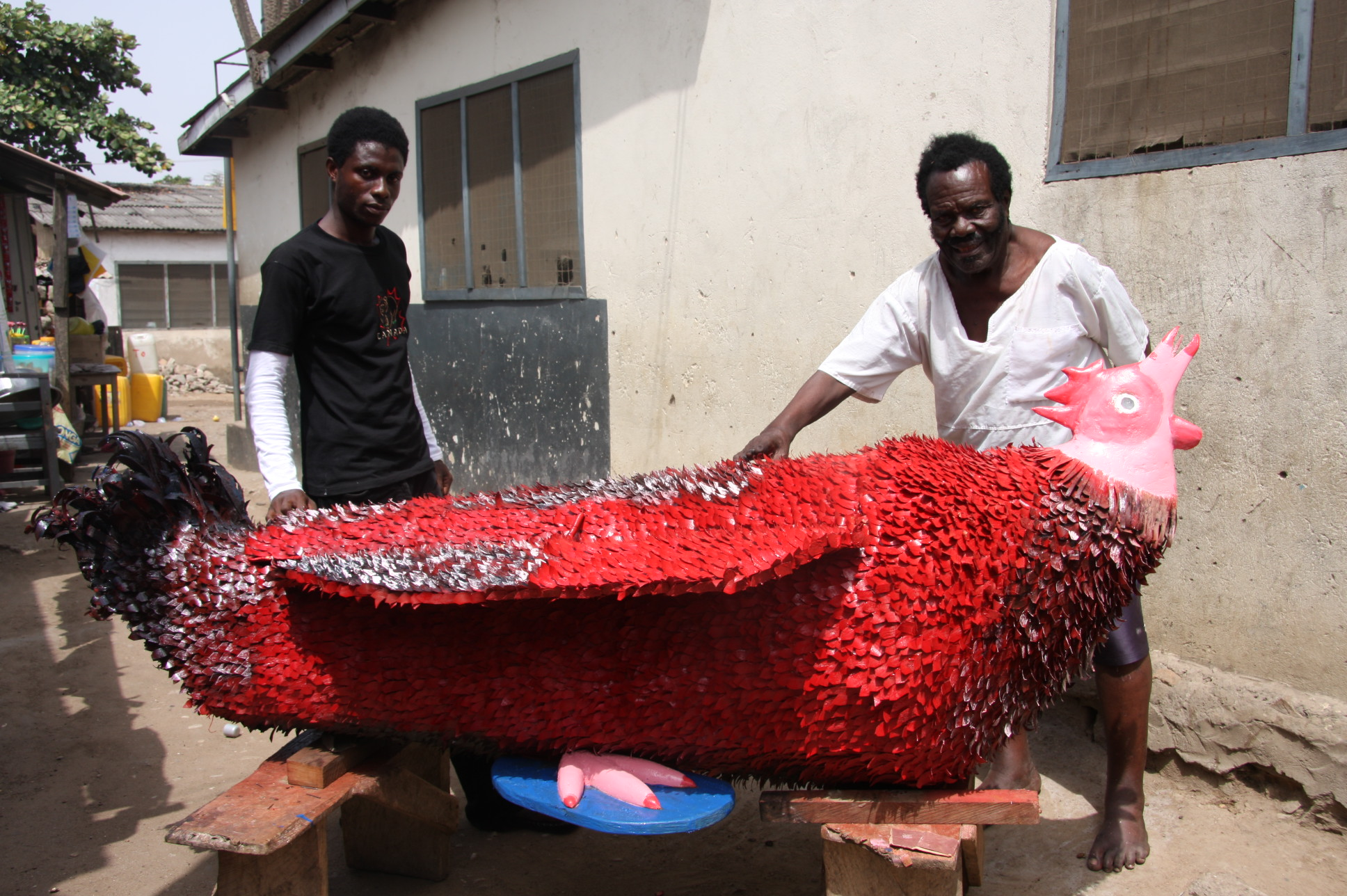
Ataa Oko y Kudjoe Affutu con el ataúd de gallo rojo Okos 2009.
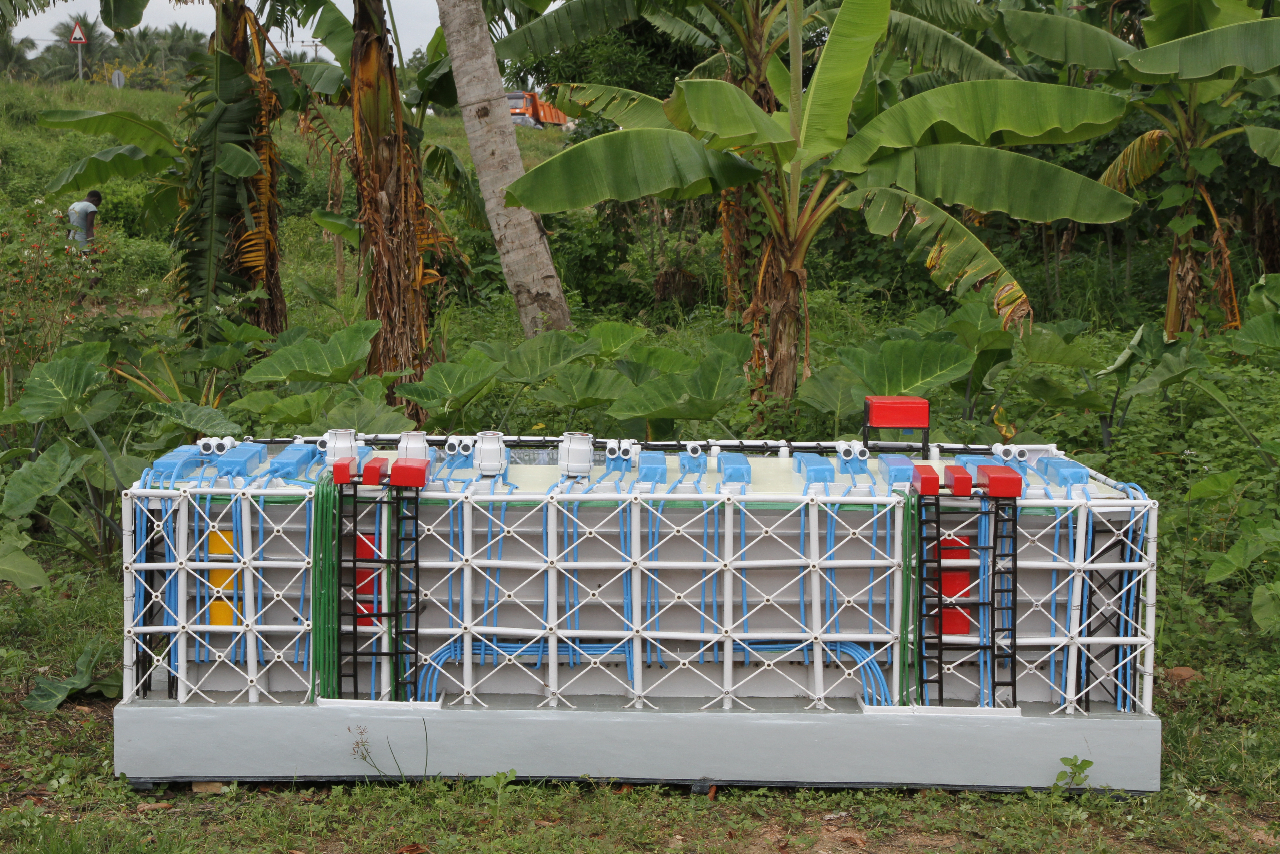
Ataúd Centre Pompidou, Kudjoe Affutu, 2010.